# ウィル・ダウニング
ウィル・ダウニング（Will Downing、1963年11月29日 - ）は、アメリカのシンガーソングライターでプロデューサー。コンテンポラリー・ジャズからソウルミュージックと幅広くのジャンルをカバーしている。
フュージョンのセッション・ミュージシャンとしてもしばし活動しており、特にサックス奏者のジェラルド・アルブライトとは古くからの仲であり、共作アルバムを出している。

## ディスコグラフィ

### アルバム
- 『ウィル・ダウニング』 - Will Downing (1988年、Island)
- 『カム・トゥゲザー・アズ・ワン』 - Come Together as One (1989年、Island)
- 『ドリーム・フルフィルド』 - A Dream Fulfilled (1991年、Island)
- 『愛のかけら』 - Love's the Place to Be (1993年、Mercury)
- 『ムーズ』 - Moods (1995年、Mercury)
- Invitation Only (1997年、Mercury)
- 『プレジャーズ・オブ・ザ・ナイト』 - Pleasures of the Night (1998年、Verve Forecast) ※with ジェラルド・アルブライト
- All the Man You Need (2000年、Motown)
- 『センシュアル・ジャーニー』 - Sensual Journey (2002年、GRP)
- 『エモーションズ』 - Emotions (2003年、GRP)
- 『クリスマス、ラヴ・アンド・ユー』 - Christmas, Love and You (2004年、GRP)
- 『ソウル・シンフォニー』 - Soul Symphony (2005年、GRP)
- After Tonight (2007年、Peak)
- Classique (2009年、Peak)
- Lust, Love & Lies (An Audio Novel) (2010年、Peak)
- Silver (2013年、Sophisticated Soul / WD Productions)
- Euphoria (2014年、Sophisticated Soul / WD Productions)
- Chocolate Drops (2015年、Sophisticated Soul / WD Productions)
- Black Pearls (2016年、Shanachie)
- Soul Survivor (2017年、Shanachie)
- Promise (2018年、Shanachie)